# Álvaro Fernández
Álvaro Fernández Gay (Villa Soriano, 11 oktober 1985) is een Uruguayaans voetballer die doorgaans speelt als middenvelder. Tussen 2005 en 2023 was hij actief voor Uruguay Montevideo, CA Atenas, Montevideo Wanderers, Puebla FC, Club Nacional, Vitória Setúbal, Universidad, Seattle Sounders, Chicago Fire, Al-Rayyan, opnieuw Club Nacional, Gimnasia y Esgrima, opnieuw Seattle Sounders, San Martín (San Juan), San Martín (Tucumán), Rampla Juniors en Plaza Colonia. Fernández maakte in 2009 zijn debuut in het Uruguayaans voetbalelftal en kwam uiteindelijk tot twaalf interlandoptredens.

## Clubcarrière
Fernández speelde in het begin van zijn carrière voor Uruguay Montevideo, waarna hij via CA Atenas bij Montevideo Wanderers terechtkwam. In zijn eerste seizoen scoorde hij eenmaal in 27 optredens. In 2008 werd hij aangetrokken door het Mexicaanse Puebla. Na één jaar keerde hij terug naar Uruguay; naar Club Nacional. Vervolgens werd de middenvelder uitgeleend aan Vitória Setúbal uit Portugal. Deze club werd gevolgd door Universidad de Chile, dat hem ook huurde. In 2010, na het WK in Zuid-Afrika nam Seattle Sounders de Uruguayaan over. Op 27 juli 2012 werd Fernández verhandeld aan Chicago Fire. Chicago verhuurde de middenvelder aan het Qatarese Al-Rayyan. Hierna werd hij nog een half jaar gestald bij zijn oude club Club Nacional. Op 23 januari 2014 werd hij voor zes maanden verhuurd aan Gimnasia y Esgrima. Die club nam hem daarna definitief over.
In de zomer van 2016 keerde Fernández terug bij zijn oude club Seattle Sounders. Met Seattle won hij in 2016 de Major League Soccer, door in de finale na strafschoppen te winnen van Toronto. In de zomer van 2017 ging Fernández spelen voor San Martín (San Juan). Een jaar later verkaste hij naar San Martín (Tucumán). Fernández speelde hier een halfjaar, voor hij naar Rampla Juniors vertrok. Binnen Uruguay verhuisde hij een halfjaar later naar Plaza Colonia. In februari 2024 besloot Fernández op achtendertigjarige leeftijd een punt te zetten achter zijn actieve loopbaan.

## Interlandcarrière
Fernández debuteerde in het Uruguayaans voetbalelftal op 1 april 2009. Op die dag werd een WK-kwalificatieduel tegen Chili met 0–0 gelijkgespeeld. De middenvelder begon op de bank en mocht in de veertigste minuut invallen voor Diego Pérez. Fernández was namens Uurguay actief op het WK 2010, waar hij tijdens de duels tegen Zuid-Afrika, Mexico, Zuid-Korea en Ghana in actie kwam.
| Interlands van Álvaro Fernández voor Uruguay | Interlands van Álvaro Fernández voor Uruguay | Interlands van Álvaro Fernández voor Uruguay | Interlands van Álvaro Fernández voor Uruguay | Interlands van Álvaro Fernández voor Uruguay | Interlands van Álvaro Fernández voor Uruguay | Interlands van Álvaro Fernández voor Uruguay |
| №                                            | Datum                                        | Wedstrijd                                    | Uitslag                                      | Competitie                                   | Goals                                        |                                              |
| Als speler bij Club Nacional                 | Als speler bij Club Nacional                 | Als speler bij Club Nacional                 | Als speler bij Club Nacional                 | Als speler bij Club Nacional                 | Als speler bij Club Nacional                 | Als speler bij Club Nacional                 |
| -------------------------------------------- | -------------------------------------------- | -------------------------------------------- | -------------------------------------------- | -------------------------------------------- | -------------------------------------------- | -------------------------------------------- |
| 1                                            | 2 april 2009                                 | Chili – Uruguay                              | 0 – 0                                        | WK 2010 kwalificatie                         |                                              |                                              |
| 2                                            | 6 juni 2009                                  | Uruguay – Brazilië                           | 0 – 4                                        | WK 2010 kwalificatie                         |                                              |                                              |
| 3                                            | 11 juni 2009                                 | Venezuela – Uruguay                          | 2 – 2                                        | WK 2010 kwalificatie                         |                                              |                                              |
| Als speler bij Vitória Setúbal               |                                              |                                              |                                              |                                              |                                              |                                              |
| 4                                            | 12 augustus 2009                             | Algerije – Uruguay                           | 1 – 0                                        | Vriendschappelijk                            |                                              |                                              |
| 5                                            | 5 september 2009                             | Peru – Uruguay                               | 1 – 0                                        | WK 2010 kwalificatie                         |                                              |                                              |
| 6                                            | 15 november 2009                             | Costa Rica – Uruguay                         | 0 – 1                                        | WK 2010 kwalificatie                         |                                              |                                              |
| 7                                            | 19 november 2009                             | Uruguay – Costa Rica                         | 1 – 1                                        | WK 2010 kwalificatie                         |                                              |                                              |
| Als speler bij Universidad de Chile          |                                              |                                              |                                              |                                              |                                              |                                              |
| 8                                            | 16 juni 2010                                 | Zuid-Afrika – Uruguay                        | 0 – 3                                        | WK 2010                                      |                                              |                                              |
| 9                                            | 22 juni 2010                                 | Mexico – Uruguay                             | 0 – 1                                        | WK 2010                                      |                                              |                                              |
| 10                                           | 26 juni 2010                                 | Uruguay – Zuid-Korea                         | 2 – 1                                        | WK 2010                                      |                                              |                                              |
| Als speler bij Club Nacional                 |                                              |                                              |                                              |                                              |                                              |                                              |
| 11                                           | 2 juli 2010                                  | Uruguay – Ghana                              | 1 – 1                                        | WK 2010                                      |                                              |                                              |
| Als speler bij Chicago Fire                  |                                              |                                              |                                              |                                              |                                              |                                              |
| 12                                           | 16 oktober 2012                              | Bolivia – Uruguay                            | 4 – 1                                        | WK 2014 kwalificatie                         |                                              |                                              |

## Erelijst
| Competitie          |                  |                  |                  |                  |
| Competitie          | Aantal           | Jaren            |                  |                  |
| Seattle Sounders    | Seattle Sounders | Seattle Sounders | Seattle Sounders | Seattle Sounders |
| ------------------- | ---------------- | ---------------- | ---------------- | ---------------- |
| Major League Soccer | 1                | 2016             |                  |                  |
| US Open Cup         | 2                | 2010, 2011       |                  |                  |
| Al-Rayyan           |                  |                  |                  |                  |
| Emir Cup            | 1                | 2013             |                  |                  |